# Brunnvalla
Brunnvalla, är en by i Nora socken, Uppland, Heby kommun.
Brunnvalla omtalas i dokument första gången 1312 ("in brunualum"). Markgäldsförteckningen 1312 upptar 15 skattskyldiga till 1 mark, 13 skattskyldiga till 6 öre, 1 skattskyldig till 4 öre och 4 skattskyldiga till 2 öre. Så här många hushåll kan omöjligen ha funnits i Brunnvalla, uppenbart har flera andra orter i Nora inkluderats. 1415 bytte Nils i Ulebo till sig 14 penningland i Brunnvalla och 2 öresland och 18 penningland i det annars okända "Brunvalabodhum". Förleden i namnet antas vara det fornsvenska "brunder" som betyder brunn, gissningsvis i en äldre betydelse av källa. Efterleden har tolkats som vål som betyder vindfälle eller rishög, här snarast i en betydelse som "röjning" eller "röjningsbygd". Före laga skifte av skogsmarken hade Brunnvalla gemensam skog med grannbyarna Siggberg och Rödje. Möjligen finns även ett samband med byarna Boda, Högsbo, Dagselbo och Segelbo. Enligt en lokal sägen förklaras bynamnet folketymologiskt med att en mäktig herre en gång i tiden bodde i Siggberg vid hans död ärvde de båda sönerna Sigismund och Brudin var sitt område. Sigismund ärvde Siggberg och Brudin Brunnvalla varvid byn fick sitt namn.
Bland bebyggelser på ägorna märks Anders-Ers och Erk-Pers som är namnet på de gårdar som blev kar på gamla bytomten i samband med laga skiftet 1869. Gårdarna som samtidigt flyttades ut var Johannesses, Hummelmyran och Ol-Anders. Stenmyran är var en nu försvunnen lägenhet intill Brunnvallamyran som uppfördes på 1900-talet.